# Língua võro
A Língua võro (võro kiil) é uma língua pertencente ao ramo fino-bálticas das Línguas fino-ugrianas. Tradicionalmente é considerada um dialeto do estoniano meridional ou do estoniano, porém tem sua própria língua literária e está à procura de reconhecimento oficial como uma língua regional autóctone da Estônia.
A Língua võro tem aproximadamente 70.000 falantes no mundo, mas a grande parte está na minoria Võros que se encontra nas regiões históricas de Võrumaa, no sudeste da Estônia.
A língua võro é falada em oito paróquias da histórica região de Võru (Võromaa): Karula, Harglõ, Urvastõ, Rõugõ, Kanepi, Põlva, Räpinä, e Vahtsõliina.
Atualmente, essas paróquias estão centralizadas (devido a restrições) nas regiões de Võro e Põlva, com extensões nas regiões de Tartu e Valga. Alguns Võros podem ser encontrados na fronteira com a Letônia e a Rússia, mas a maioria das pessoas que falam o võro, fora de Võrumaa, é em Talim e em Tartu e no restante da Estônia.

## História
O võro é descendente da antiga língua tribal estoniana meridional e é menos influenciada pelo estoniano padrão (baseado nos dialetos do norte da Estônia). O võro era falado no sul e no leste da histórica Võromaa, áreas atualmente pertencentes à Letônia e à Rússia. Além do võro, outras variantes contemporâneas do estoniano meridional incluem as línguas ou dialetos mulgi, Tartu e Seto.
Uma das evidências mais antigas da escrita do estoniano meridional é uma tradução do Novo Testamento (Wastne Testament) publicado em 1686. Embora a importância do estoniano meridional tenha diminuído depois da década de 1880, a língua começou a sofrer uma revitalização no final da década de 1980.

## Situação atual
Hoje em dia, o võro é empregado nas obras de alguns dos mais conhecidos roteiristas, poetas e autores da Estônia. O võro é ensinado, uma vez por semana, em 26 escolas. O único jornal de Língua võro, o Uma Leht, sai duas vezes por mês. A contribuição da Estônia para o Festival Eurovisão da Canção, em 2004, a canção "Tii" defendida por Neiokõsõ, foi em võro. A Língua võro está seriamente ameaçada de desaparecer pelo largo emprego do estoniano padrão e pela falta de compromisso legal do governo em tentar proteger o idioma.

## Ortografia
O võro (assim como o estoniano e o finlandês) emprega o alfabeto latino. A maioria das letras (também ä, ö, ü, e õ) representa os mesmos sons do estoniano. Exceções: q representa a consoante oclusiva glotal surda (ʔ), y representa uma vogal central fechada não-arredondada (uma vogal muito próxima do russo ы), ´ assinala a palatalização fonética sincrônica de consoantes (como no polonês): ś, ń, ľ, ť, ḱ, h́, ḿ, etc. Em vez do acento agudo, um apóstrofo é freqüentemente usado: s', l', etc.

## Fonologia

### Vogais
|         | Anterior        | Anterior    | Posterior       | Posterior   |
|         | Não-arredondada | Arredondada | Não-arredondada | Arredondada |
| Fechada | i               | y           | ɨ               | u           |
| Média   | e               | ø           | ɤ               | o           |
| Aberta  | æ               |             | ɑ               |             |

Em võro não há harmonia vocálica, típica na maioria das Línguas fino-ugrianas, mas ausente no atual estoniano padrão.

### Consoantes
|             | Bilabial | Labiodental | Alveolar | Pós-alveolar | Palatal | Velar | Glotal |
| Oclusiva    | p pʲ     |             | t tʲ     |              |         | k kʲ  | ʔ      |
| Nasal       | m mʲ     |             | n nʲ     |              |         | ŋ ŋʲ  |        |
| Fricativa   |          | v vʲ        | s sʲ     |              |         |       | h hʲ   |
| Aproximante |          |             | l lʲ     |              | j       |       |        |
| Vibrante    |          |             | r rʲ     |              |         |       |        |

Todas as consoantes do võro (exceto /j/ e /ʔ/) podem ser palatalizadas. A oclusiva glotal surda (q, IPA [ʔ]) é um som muito comum no võro.

## Exemplos da Língua
Artigo 1 da Declaração Universal dos Direitos Humanos em võro:
Kõik inemiseq sünnüseq avvo ja õiguisi poolõst ütesugumaidsis. Näile om annõt mudsu ja süämetunnistus ja nä piät ütstõõsõga vele muudu läbi käümä.
Como comparação, a mesma sentença em estoniano padrão:
Kõik inimesed sünnivad vabadena ja võrdsetena oma väärikuselt ja õigustelt. Neile on antud mõistus ja südametunnistus ja nende suhtumist üksteisesse peab kandma vendluse vaim.

## Diferenças entre o võro e o estoniano
- A diferença significativa entre a Língua võro e o estoniano padrão está na harmonia vocálica. Não existe harmonia vocálica na maioria dos dialetos do norte da Estônia e no estoniano padrão, mas existe na Língua võro; compare:

| Estoniano | Võro     | Significado      |
| --------- | -------- | ---------------- |
| küla      | külä     | aldeia           |
| küsinud   | küsünüq  | (foi) perguntado |
| hõbedane  | hõbõhõnõ | (feito de) prata |

- Algumas características morfológicas da Língua võro são consideradas muito antigas. Por exemplo, a terceira pessoa do singular do modo indicativo pode não ter uma terminação ou, alternativamente, vir acompanhada da terminação -s:

| Estoniano | Võro    | Significado |
| --------- | ------- | ----------- |
| kirjutab  | kirotas | ele escreve |
| annab     | and     | ele dá      |

Dentre as Línguas fínicas, a conjugação de verbos compostos só é encontrada nas Línguas estoniana meridional e na carélia.
- O võro tem uma partícula negativa que é acrescentada ao final do verbo, diferentemente do estoniano padrão que tem um verbo negativo, que precede o verbo. No estoniano padrão, o verbo negativo ei é usado tanto para a negação no presente quanto no passado, diferentemente no võro onde são empregadas partículas diferentes:

| Estoniano    | Võro         | Significado  |
| ------------ | ------------ | ------------ |
| sa ei anna   | saq anna-aiq | Você não dá  |
| ma ei tule   | maq tulõ-õiq | Eu não venho |
| sa ei andnud | saq anna-as  | Você não deu |
| ma ei tulnud | maq tulõ-õs  | Eu não vim   |

- Diferenças de vocabulário entre as Línguas estoniana e võro podem ser claramente notadas nas conversas cotidianas (contudo, um estoniano comum pode entender a maioria das palavras em võro, uma vez que muitas destas existem em estoniano padrão como sinônimos de dialetos ou utilizadas na linguagem literária):

| Estoniano | Võro      | Palavra usada na literatura estoniana | Significado     |
| --------- | --------- | ------------------------------------- | --------------- |
| punane    | verrev    | verev                                 | vermelho        |
| soe       | lämmi     | lämmi, lämbe                          | quente          |
| jahe      | oigõ      | -                                     | frio, friozinho |
| õde       | sõsar     | sõsar                                 | irmã            |
| uus       | vahtsõnõ  | vastne                                | novo            |
| koer      | pini      | peni                                  | cachorro        |
| pöial     | päss      | -                                     | dedo do pé      |
| pesema    | mõskma    | mõskma                                | lavar           |
| tänavu    | timahavva | -                                     | este ano        |
| hunt      | susi      | susi                                  | lobo            |
| mäger     | kähr      | -                                     | texugo          |
| laupäev   | puulpäiv  | -                                     | sábado          |
| surema    | kuulma    | koolma                                | morrer          |
| sõstar    | hõrak     | -                                     | groselha        |
| kask      | kõiv      | kõiv                                  | bétula          |
| nutma     | ikma      | itkema                                | chorar          |
| märkama   | rõbahtama | -                                     | observar        |

## Cumprimentos básicos
- Tereq! - Alô! Bom dia!
- (Tere) hummogust - Bom dia
- (Tere) õdagust - Boa noite
- Näemiq - Até mais tarde
- Hüvvä / hääd nägemist - Adeus
- Rõõm nätäq - Prazer em conhecê-lo
- Aiteh / Aitjumma - Obrigado
- Aiteh sullõ kah - Igualmente
- Kuis lätt - Como vai?
- Häste - Eu vou bem
- Olõq terveq tulõmast! - Bem-vindo!

## Palavras importantes
- jah / jaa - sim
- ei - não
- ma olõ - Eu sou
- maq, saq, tä - Eu, tu, ele/ela
- miiq, tiiq, nääq - nós, vós, eles
- seo - isto
- taa / tuu - aquilo
- muidoki - naturalmente!
- Üts silmäpilk - Um momento!
- Mul om - Eu tenho
- Sul om - Você tem
- Kas sul om?  - você tem?
- üts, kats, kolm - um, dois, três
- neli, viis, kuus - quatro, cinco, seis
- säidse, katõsa - sete, oito
- ütesä, kümme - nove, dez
- sada, tuhat, mill'on - cem, mil, milhão
- vabandust / pallõ andis - desculpe-me
- vesi - água
- oluq - cerveja
- Eesti - Estônia
- Võromaa - região de Võro
- võro kiil - Língua võro
- võrokõnõ - Võro (pessoa)
- eestläne - Estoniano (pessoa)
- saa-i arvo - Eu não entendo
- saa arvo - (Eu) entendo
- Kas võro kiilt mõistat? - Você entende Võro?
- Kas inglüse kiilt kõnõlõt? - Você fala inglês?
- Ma olõ ingläne / ameeriklanõ / kanadalanõ / austraallanõ / vahtsõmeremaalanõ / iirläne / sotlanõ - Eu sou inglês/ estado-unidense / canadense / australiano / neozelandês/ irlandês / escocês
- Kas ti olõt ingläne? - Você é inglês?
- Kon sa elät / kon ti elät? - Onde você mora?